# Dilo
Pour les articles homonymes, voir Dilo (homonymie).
Ne doit pas être confondu avec Dillo.
Dilo est une  ancienne commune française du département de l'Yonne en région Bourgogne-Franche-Comté. Elle est associée à Arces depuis 1977.

## Histoire
L'abbaye Notre-Dame de Dilo est fondée en 1132 à l'emplacement d'une ancienne forge romaine, elle devient ensuite le noyau d'une communauté villageoise.
Le 1er janvier 1977, Dilo est rattachée à Arces sous le régime de la fusion-association, formant ainsi la nouvelle commune  d'Arces-Dilo.

## Politique et administration
| Période                                  | Période  | Identité         | Étiquette | Qualité |
| ---------------------------------------- | -------- | ---------------- | --------- | ------- |
|                                          | En cours | Michel Delagneau |           |         |
| Les données manquantes sont à compléter. |          |                  |           |         |

## Démographie
| 1921 | 1926 | 1931 | 1936 | 1946 | 1954 | 1962 | 1968 | 1975 |
| ---- | ---- | ---- | ---- | ---- | ---- | ---- | ---- | ---- |
| 89   | 101  | 80   | 69   | 69   | 77   | 91   | 55   | 40   |

## Héraldique
| Blason de Dilo | Blason  | Parti : au premier de sable a un clocher d'argent mouvant d'un buisson du même, lui même mouvant de la partition, accompagné en pointe d'un plan d'eau d'azur bordé de quatre arbres d'argent, et chargé d'un oiseau en vol du champ; au second de sinople à un cerf de sable courant devant deux arbres d'argent, accompagné en pointe d'une pomme de gueules tigée et feuillée d'argent, les feuilles remplies du champ. |
| Blason de Dilo | Détails | |